# Dactylolabis nitidithorax
Dactylolabis nitidithorax är en tvåvingeart som först beskrevs av Alexander 1918.  Dactylolabis nitidithorax ingår i släktet Dactylolabis och familjen småharkrankar. Inga underarter finns listade i Catalogue of Life.